# Tim Trigueiro
Tim Trigueiro, né le 16 janvier 1967 à Santa Barbara, est un ancien joueur américain de tennis. Il a remporté le tournoi junior de l'US Open 1985.

## Carrière
Il a remporté le tournoi junior de l'US Open en 1985.
Demi-finaliste en double au tournoi de Schenectady en 1990.